# Segunda División Peruana 1914
La Segunda División Peruana 1914, denominada como «III Campeonato de Segunda División de la Liga Peruana de Football 1914», fue la 3.ª edición de la Segunda División del Perú y la 3.ª edición realizada por la ADFP.Los clubes Sport José Gálvez, Unión Miraflores y Jorge Chávez ascendieron para la primera división del 1915. 

## Equipos integrantes
- Sport José Gálvez de La Victoria - Campeón de la 2.ª Div. 1914 y Asciende a 1.ª Div. 1915
- Unión Miraflores de Miraflores - Subcampeón de la 2.ª Div. 1914 y Asciende a 1.ª Div. 1915
- Jorge Chávez del Callao -3.er mejor clasificado y Asciende a 1.ª Div. 1915
- Sporting Bellavista de Miraflores
- Sport Calavera de Surco
- Lima Sporting Club de Lima
- Sport Lima de Lima
- Miraflores F.B.C. de Miraflores
- Sport Vitarte de Ate
- Sport Independencia de Barranco
- Carlos Tenaud Nº 1 de Lima
- Atlético Peruano N° 2 del Rímac
- Sportivo Perú
- Sport Inca N°2 del Rímac
- Carlos Tenaud Nº 2 de Lima
- Sport Progreso de Lima
- Sport Juan Bielovucic de Lima
- Sport Tacna Nº 1 de Lima
- Sport Tacna N.º 2 del Callao

### Equipos no participantes
- Sport Libertad Barranco - no participó y desciende de categoría.
- Sport Magdalena - no participó y desciende de categoría.

| Predecesora: 1913 | Segunda División del Perú 1914 | Sucesora: 1915 |